# Берзенбрик
Берзенбрик (њем. Bersenbrück) град је у њемачкој савезној држави Доња Саксонија. Једно је од 34 општинска средишта округа Оснабрик. Према процјени из 2010. у граду је живјело 7.961 становника. Посједује регионалну шифру (AGS) 3459010.

## Географски и демографски подаци
Берзенбрик се налази у савезној држави Доња Саксонија у округу Оснабрик. Град се налази на надморској висини од 37 метара. Површина општине износи 42,5 km².

## Становништво
У самом граду је, према процјени из 2010. године, живјело 7.961 становника. Просјечна густина становништва износи 187 становника/km².

## Међународна сарадња
| Мјесто  | Држава    | Врста сарадње | Од    |
| ------- | --------- | ------------- | ----- |
| Грифино | Пољска    | партнерство   | 2000. |
|         | Француска | партнерство   | 2000. |
|         | Србија    | партнерство   | 2017. |
| Извор   |           |               |       |